# TSV Sonthofen
Der TSV Sonthofen ist ein Sportverein aus dem Allgäu. Seit seiner Gründung im Jahr 1863 stellt er einen zentralen Punkt im gesellschaftlichen Leben Sonthofens dar und zählt mit heute über 2000 Vereinsmitgliedern zu den größten Allgäuer Sportvereinen.
Bekannt ist der Verein durch seine Volleyball-Frauen, die unter dem Namen Allgäu Team Sonthofen von 2007 bis 2011 in der 1. Bundesliga spielten. In weiteren Abteilungen werden Basketball, Handball, Turnen, Leichtathletik sowie Behindertensport und Gesundheitssport angeboten.

## Volleyball (Frauen)

### Bundesliga
Der Verein, der 1993 noch in der Bezirksklasse spielte, schaffte in der Saison 2006/07 den Aufstieg aus der Zweiten Liga Süd in die erste Bundesliga. In der ersten Saison in der Bundesliga gelang dem Neuling nur ein Sieg gegen den USC Münster. Die Mannschaft profitierte allerdings davon, dass es  keinen Absteiger gab und blieb trotz des letzten Tabellenplatzes erstklassig. In der Saison 2008/09 konnte sich das Team sportlich in der ersten Liga etablieren und verpasste den einstelligen Tabellenplatz nur knapp. Nachdem 2009/10 mit Platz 13 der Klassenerhalt knapp geschafft wurde, musste man nach einem 14. Platz 2010/11 in die 2. Bundesliga absteigen.

### DVV-Pokal
In der Saison 2006/07 unterlag Sonthofen als Zweitligist im Achtelfinale dem späteren Finalisten Dresdner SC. Im Achtelfinale der Saison 2007/08 verlor der Aufsteiger in der gleichen Runde beim Köpenicker SC. Im Achtelfinale 2008/09 besiegten die Frauen aus dem Allgäu den Aufsteiger Alemannia Aachen mit 3:1, unterlagen dann jedoch im Viertelfinale in Hamburg. In der Saison 2009/10 führte der Weg der Allgäuerinnen über eine Vorqualifikation gegen den neuen Ligakonkurrenten SV Lohhof und das Achtelfinale gegen Allianz Stuttgart II bis ins Viertelfinale des DVV-Pokals gegen den VfB Suhl, wo sie 0:3 verloren. 2010/11 schied man nach Siegen über den USC Münster und Alemannia Aachen im Halbfinale erneut gegen den VfB Suhl aus.

### Weitere Mannschaften
Die 2. Frauenmannschaft schaffte in der Saison 2008/09 den dritten Aufstieg in Folge und spielt nun in der Bayernliga.
In der Saison 2008/09 schafften alle Frauenteams (die ausschließlich aus Jugendspielerinnen bestehen) den Aufstieg. Sämtliche Jugendmannschaften qualifizierten sich für die Südbayerischen Meisterschaften, vier Teams (A, B, C & D Jugend) für die Bayerischen sowie für die Teilnahme an den Deutschen Meisterschaften 2009. Aufgabe für die Frauenmannschaften ist die Etablierung in der Saison 2009/10, wobei die 2. Frauenmannschaft die Herbstmeisterschaft der Bayernliga erreichte.